# فرانسواز باسكال (ممثلة)
فرانسواز باسكال (بالإنجليزية: Françoise Pascal)‏ هي ممثلة بريطانية، ولدت في 14 أكتوبر 1949 في فاكوس-فينيكس في موريشيوس.

## أعمال

### مسلسلات
- اعقل لغتك

## وصلات خارجية
- الموقع الرسمي
- فرانسواز باسكال على موقع IMDb (الإنجليزية)
- فرانسواز باسكال على موقع ألو سيني (الفرنسية)
- فرانسواز باسكال على موقع أول موفي (الإنجليزية)
- فرانسواز باسكال على موقع قاعدة بيانات الأفلام السويدية (السويدية)
- فرانسواز باسكال على موقع قاعدة بيانات الفيلم (الإنجليزية)
- فرانسواز باسكال على موقع كينوبويسك (الروسية)